# Mount Dawson
Mount Dawson – szczyt w Kanadzie, w prowincji Kolumbia Brytyjska (Dystrykt Columbia-Shuswap), położony 200 km na zachód od Calgary w południowej części Parku Narodowego Glacier. Góra Mount Dawson jest najwyższym szczytem parku i drugim (po Mount Sir Sandford) co do wysokości szczytem gór Selkirk.
Nazwę szczytowi nadano dla uczczenia George Mercera Dawsona, kanadyjskiego geologa. Ze szczytu spływa kilka lodowców z których największymi są Delville Glacier i Bishops Glacier. Szczyt ma trzy wierzchołki z których najwyższy nazywany jest Hasler Peak, a niższe to Mount Dawson-Feuz Peak (3326 m n.p.m.) i Mount Dawson-Michel Peak (3045 m n.p.m.).